# Cavacurta
Cavacurta är en ort och frazione i kommunen Castelgerundo i provinsen Lodi i regionen Lombardiet i Italien. 
Cavacurta upphörde som kommun den 1 januari 2018 och bildade med den tidigare kommunen Camairago den nya kommunen Castelgerundo. Den tidigare kommunen hade 848 invånare (2017).